# Havaíto

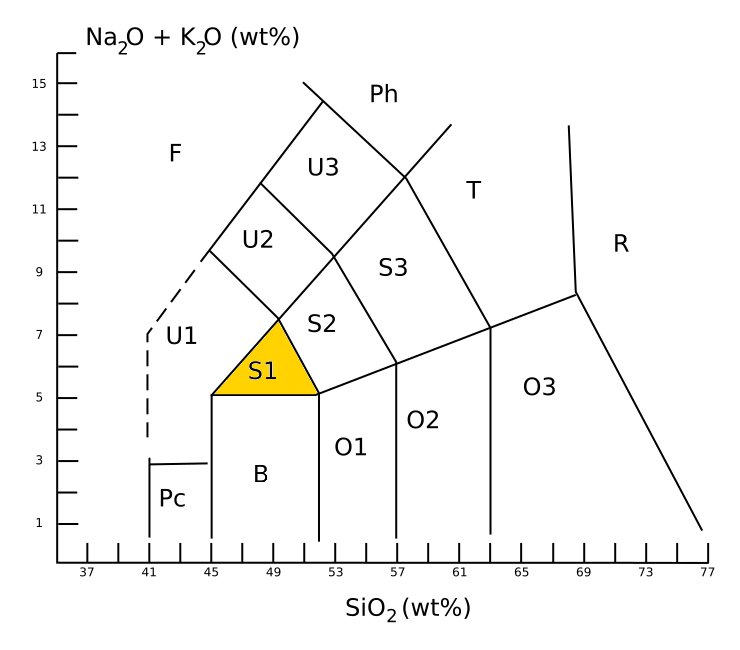
Diagrama TAS com campo de traquibasalto destacado em amarelo. O hawaiite é um traquibasalto sódico.

Hawaiite, hawaiito ou havaíto, é uma rocha vulcânica máfica e afanítica da família dos basaltos caracterizada pela sua riqueza em minerais sódicos e em olivinas. Tem uma composição intermédia entre os basaltos alcalinos olivínicos e os mugearitos, cuja plagioclase normativa é oligoclase ou andesina, podendo ser descrito como um traquibasalto sódico. Ocorre durante as últimas fases da atividade vulcânica em ilhas oceânicas de arquipélagos como o Hawaii, que ocorrem quando os metais alcalinos são mais abundantes. Os magmas hawaiíticos são fracamente alcalinos, nefelino-normativos e subsaturados em SiO2. Esta rocha foi inicialmente descrita na ilha Hawaii, daí o seu nome.
Em gemologia, «hawaiite» é um termo coloquial usado para designar o peridoto originário do Hawaii, que é uma forma com qualidade de gema do mineral olivina.

## Descrição
A hawaiite é uma rocha vulcânica afanítica (de grão fino), com granulometria média inferior a 0,25 mm, produzida pelo arrefecimento rápido de lava moderadamente pobre em sílica e enriquecida em óxidos de metais alcalinos (óxido de potássio mais óxido de sódio). É frequentemente impraticável determinar a composição mineral de uma rocha de grão tão fino, pelo que a hawaiite é definida quimicamente. De acordo com a classificação TAS, a hawaiita é um traquibasalto sódico, com um teor de sílica em torno de 49% em peso, um teor total de óxido de metal alcalino próximo a 6% e as percentagens Na
2O
 em peso > K
2O
 em peso + 2, ou seja, como traquibasalto rico em sódio preenche a condição Na2O - 2 ≥ K2O quando expresso em percentagem ponderal. Isso coloca a hawaiite no campo S1 do diagrama TAS.
São geralmente de cor cinzenta clara a cinzenta escura. O número de cor (índice cromático) varia entre 40 e 70.

### Composição
A percentagem em peso de SiO2 na hawaiite situa-se entre 45 % e 52 %, com a percentagem em peso da soma de Na2O e K2O entre 5 % e 7,3 %. Para uma maior diferenciação de outros vulcanitos, pode ser utilizado o teor de MgO, que se situa entre 4 % e 8 % em peso para a hawaiite. Em consequência desta composição, as hawaiites contêm 40-70% em volume de minerais máficos, geralmente augite (clinopiroxena) e olivina. Outro constituinte principal é a plagioclase, geralmente andesina ou labradorite. Podem também estar presentes foides (feldspatoides).
A hawaiite não é um tipo de rocha reconhecido na classificação QAPF de rochas ígneas, que se baseia nas proporções relativas de quartzo, feldspato alcalino e plagioclase na composição mineral. No entanto, a hawaiite é composta maioritariamente por andesina (feldspato plagioclásio com um teor de albite de 50% a 70%) e piroxénio com pequenas quantidades de olivina. Este cairia no campo andesite/basalto do diagrama QAPF.
Como exemplo da composição química, considere-se a hawaiite de Hocheifel (Rappoldsley, Breidscheid, perto de Adenau):
| Óxidos | Ponderal (%) | Norma CIPW | %     |
| ------ | ------------ | ---------- | ----- |
| SiO2   | 47,0         | Q          |       |
| TiO2   | 2,5          | Or         | 9,08  |
| Al2O3  | 15,0         | Ab         | 26,94 |
| Fe2O3  | 4,2          | An         | 19,86 |
| FeO    | 5,7          | Di         | 19,50 |
| MnO    | 0,18         | Hy         |       |
| MgO    | 6,4          | Mt         | 6,23  |
| CaO    | 10,3         | Il         | 4,86  |
| Na2O   | 3,8          | Ap         | 1,50  |
| K2O    | 1,5          | Ol         | 7,66  |
| P2O5   | 0,62         | Ne         | 3,21  |
| CO2    | 0,5          | Cc         | 1,16  |
| H2O+   | 2,0          |            |       |
| Mg#    | 0,66         |            |       |

Os fenocristais nas hawaiites são geralmente: plagioclases (andesina ou labradorite); augite (geralmente rica em titânio); olivina; e magnetite. A mesóstase contém: augite; plagioclases ricas em anortite; magnetite; ilmenite;  titanomagnetite; apatite; feldspatos alcalinos; anfíbolas; e olivina (rica em magnésio). A massa base pode ser parcialmente vítrea. O quartzo e o hipersténio estão ausentes como minerais padrão, ocorrendo em seu lugar a nefelina.

### Formação
Esta rocha foi inicialmente descrita por Joseph Paxson Iddings, em 1913, na ilha Hawaii, daí o seu nome. A sua localidade-tipo é o arquipélago do Hawaii.
A hawaiite é emitida nos estágios finais do vulcanismo das ilhas oceânicas, formando parte da série de magma alcalino caraterística de tais erupções. É precedido por ankaramite pobre em sílica e seguido por mugearite de sílica intermédia, à medida que o magma evolui por cristalização na câmara magmática subjacente. Estas rochas formam uma "capa alcalina" sobre as rochas mais antigas da ilha.
A hawaiite pode ocorrer em fases anteriores da evolução de alguns vulcões noutros contextos tectónicos, por exemplo, durante a fase intermédia da atividade vulcânica no maciço vulcânico de Kekuknai (em Kamchatka, Rússia), que se formou numa bacia vulcânica do tipo retro-arco.
Outros cenários em que se encontram hawaiite e outras rochas vulcânicas alcalinas incluem regiões de extensão continental, como a Basin and Range Province da América do Norte ocidental e o rifte do Mar Vermelho.
Os magmas hawaiíticos são formados por cristalização fraccionada de olivina e clinopiroxenas de basaltos alcalinos. Surgem a temperaturas entre 1080 °C (no Etna) e 1250 °C (Auvergne) como lavas de corpo relativamente fino e por vezes ricas em bolhas quando emergem à superfície.
Até agora, presumia-se que câmaras magmáticas relativamente pouco profundas, ou seja, condições de baixa pressão, eram o local de origem dos hawaiitos. Este facto é contrariado por uma ocorrência em New South Wales, que mostra inclusões de lherzolite e cristais estranhos de piroxénio, sugerindo assim o manto superior como local de origem, à semelhança dos basaltos.
Os hawaiitos pertencem às seguintes associações magmáticas com abundância de sódio:
- Série de diferenciação ankaramite-basalto alcalino-hawaiite.
- Série de diferenciação basalto alcalino-hawaiite-mugearite-benmoreite-traquito (-riolito).

## Ocorrência e localidades
Como membro do grupo dos basaltos, os hawaiitos são muito comuns e podem ser encontrados na maioria dos contextos tectónicos:
- Em contexto oceânico:
  - No interior de ilhas oceânicas, juntamente com OIB's (basaltos das ilhas oceânicas). Exemplos incluem os Açores, as Canárias, as Comores, Kerguelen e as Marquesas;
  - Em hotspots oceânicos como Galápagos, Hawaii (localidade-tipo), Islândia e Reunião;
  - Em montes submarinos e guyots, como por exemplo a Hawaii Emperor Chain;
  - Em cristas submarinas, como por exemplo a Crista Keli (Line Islands) no Oceano Pacífico.
- Em zonas de convergência - arco sudoeste de Honshū e a Northland Volcanic Zone na Nova Zelândia
- Em áreas continentais:
  - Em hotspots continentais - Eifel, Maciço Central francês, Linha dos Camarões;
  - Nas séries vulcânicas do Fracturas do Vale do Rift - Grande Vale do Rift Africano na Etiópia;
  - Em basaltos de inundação continentais (CFB's), como por exemplo o Supergrupo Ferrar (Karoo-Ferrar) na Antárctica;
  - No vulcanismo intraplaca (lavas planálticas da Patagónia); e
  - Em contextos vulcânicos complexos - Etna e planalto íbleo.

Os sítios havaianos na Europa são Alemanha (Hocheifel e Vogelsberg), França (Morvan e Chaîne des Puys), Islândia (Heimaey), Itália (Etna, Pantelleria e Vulcano) e Escócia (Skye e Mull). Na região atlântica, também se encontra em Ascensão, Madeira, Gonçalo Álvares e Tristão da Cunha. As ilhas havaianas como localidade-tipo listam a hawaiite no Havai em Mauna Kea, em Hualālai e em Kohala, bem como em Molokaʻi. Foram ainda encontradas lavas havaianas nas Américas, no sudoeste da Província da Bacia e da Cordilheira (Nevada) e com os basaltos do leste do Rio Snake. Também devem ser mencionados o México, bem como na região do Pacífico as Ilhas Austrais (Tubuai).